# Turpal Bisultanov
Turpal-Ali Alvievich Bisultanov (ur. 14 października 2001) – duński zapaśnik walczący w stylu klasycznym. Brązowy medalista olimpijski z Paryża 2024 w kategorii 87 kg. Wicemistrz świata w 2022; piąty w 2021 roku. 
Mistrz Europy w 2022; piąty w 2021. Mistrz nordycki w 2021. 
Wicemistrz Europy U-23 w 2022 i 2023. Mistrz Europy juniorów w 2021. Trzeci na MŚ kadetów w 2018.
Jest bratem zapaśnika Rajbeka Bisultanova.